# Засяння (Перемишль)
Засяння (пол. Zasanie) — північно-західна частина міста Перемишля, відділена річкою Сяном. Колишнє зарічне приміське село, нині є лівобережним районом об'єднаного міста.

## Історія
Оскільки важливим фактором існування та розвитку Перемишля була наявність переправи (мосту) через нестабільне русло Сяну, Засяння завжди було тісно пов'язаним із містом та його населенням. Про це свідчать, археологічні та історичні пам'ятки, як наприклад скарб монет часів імператорів Галерія та Константина І, давній некрополь (ідентифікований як давньо-угорський), відкритий у 1970-х роках та могила-копець під назвою Бабиння, який стояв над берегом ріки до кін. ХІХ - поч. ХХ століть.
В давньоруську добу тут знаходилось ремісниче передмістя, про що свідчать археологічні розкопки поселення гончарів, в районі перетину вулиць Красінського і Косинерів.
За королівською люстрацією 1515 р. село належало до королівських володінь у складі Перемишльської землі Руського воєводства.
Шематизм 1836 року детально подає кількість парафіян у кожній з чотирьох частин села: 501 — у Старостинському Засянні, 203 — у Міському Засянні, 104 — у Домініканському Засянні і 81 — у Паненському Засянні.
15 листопада 1860 р. через село прокладена Галицька залізниця імені Карла Людвіга з пристанком у селі.
У 1893 р. Засяння було передмістям Перемишля, належало до Перемишльського повіту Королівства Галичини та Володимирії Австро-Угорської імперії, було 400 будинки і 4325 жителів.
Після розпаду Австро-Угорщини в результаті кривавої війни Польща окупувала Надсяння в 1919 році.
12 вересня 1939 року нацисти окупували Засяння. В липні 1944 року німецьких окупантів змінили радянські. Українців примусово мобілізували в Червону армію. 16 серпня 1945 року Москва підписала й опублікувала офіційно договір з Польщею про встановлення лінії Керзона українсько-польським кордоном, а українське населення в 1945—1947 роках піддане етноциду — виселено в СРСР та на понімецькі землі.

## Церква
У Засянні знаходились філіальна мурована церква Сострадання Пресвятій Богородиці отців Василіян (зведена в 1935 р. на місці давнішої дерев'яної церкви, збудованої до 1830 року) і будівлі монастиря (1913 р.). Церква належала до греко-католицької парохії в Перемишлі Перемиського деканату Перемишльської єпархії. Після виселення українців монастир і церква короткочасно використовувались римо-католицьким жіночим монастирем, а далі були забрані під архів. Отця Романа Юстина арештовано 6 квітня 1947 р. і передано НКВД, надалі потрапив у радянський концтабір у Сибіру. Польська влада використовувала монастир під кабінети працівників архіву, а церкву — під склад архіву, причому велася перебудова.
Зворотня передача церкви і монастиря греко-католикам відбулася 26 жовтня 1996 року. Після початку ремонтів уже 1 вересня 1997 року монахи зайняли монастир. Церква після ремонту освячена у травні 2000 року.